# Prowincja Siena
Prowincja Siena (wł. Provincia di Siena) – prowincja we Włoszech. 
Nadrzędną jednostką podziału administracyjnego jest region (tu: Toskania), a podrzędną jest gmina.
Liczba gmin w prowincji: 36.